# Dorotea Chávez Orozco
Dorotea Chávez Orozco, in religione Maria Vincenza di Santa Dorotea (Cotija, 6 febbraio 1867 – Guadalajara, 30 luglio 1949), è stata una religiosa messicana, fondatrice della congregazione delle serve della Santissima Trinità e dei Poveri; è stata beatificata da papa Giovanni Paolo II nel 1997.

## Biografia
Nel 1892, durante un suo ricovero in ospedale per una polmonite, maturò la decisione di dedicare il resto della sua vita all'assistenza agli infermi.
Nel 1895, assieme a due compagne che lavoravano con lei a nell'ospedale dei poveri di Guadalajara, emise i voti religiosi gettando le basi di quella che sarebbe diventata la congregazione delle serve della Santissima Trinità.
Morì nel 1949 nell'ospedale della Santissima Trinità di Guadalajara.

## Il culto
Il 21 dicembre 1991 papa Giovanni Paolo II ha decretato le sue "virtù eroiche" riconoscendole il titolo di venerabile.
È stata beatificata in Piazza San Pietro il 9 novembre 1997.